# CityLife
CityLife è un complesso residenziale e commerciale che è stato costruito nell'area della ex Fiera di Milano, trasferitasi a Rho-Pero. È stato progettato dagli architetti Arata Isozaki, Daniel Libeskind e Zaha Hadid. L'area su cui sorge è stata denominata dal Comune di Milano Tre Torri.

## Storia
Con il trasferimento di gran parte del quartiere fieristico nel nuovo polo Fieramilano di Rho-Pero, l'area liberata - equivalente a una superficie di circa 255000 m² - è stata oggetto di una gara internazionale vinta nel luglio 2004 dal consorzio CityLife, composto da Generali Properties S.p.A, Gruppo Ras, Immobiliare Lombarda Spa, Lamaro Appalti Spa e Gruppo Las Desarrollos, che aveva presentato un'offerta di 523 milioni di euro. Le altre offerte erano state presentate dal gruppo Pirelli Real Estate (439 milioni di euro) e dal gruppo Risanamento (378 milioni di euro). Il prezzo minimo fissato per l'acquisto dell'area era di 310 milioni di euro.
In seguito all'aggiudicazione della gara è stata costituita la società CityLife S.p.A., società controllata dal Gruppo Generali e partecipata da Allianz. La costruzione del complesso è iniziata nel 2007 e sarebbe dovuta concludersi nel 2015, in tempo per l'Expo di Milano ma, in seguito ai ritardi accumulati, la data di fine lavori veniva rifissata al 2020.
Il Piano integrato di intervento relativo all'area è stato approvato definitivamente dal Comune di Milano il 9 ottobre 2008.

## Il progetto
Il complesso di CityLife è caratterizzato da:
- una grande area pedonale, la più ampia della città di Milano e una delle maggiori in Europa, con circolazione di auto e parcheggi esclusivamente ai piani interrati;[4]
- il dimezzamento della cubatura preesistente;
- la realizzazione del secondo parco pubblico milanese.

Il complesso sorge nell'area ex-Fiera, liberata in seguito allo spostamento delle attività fieristiche nel nuovo polo di Rho-Pero. Il quartiere è servito dalle stazioni della MM5 Domodossola FN, Tre Torri e Portello e dalla stazione della MM1 Amendola.
Le tre torri centrali sono destinate a diventare uno dei nuovi simboli della città nel mondo, come è stato dimostrato dal forte interesse che il progetto ha destato anche all'estero.

## Descrizione

### Torre Isozaki

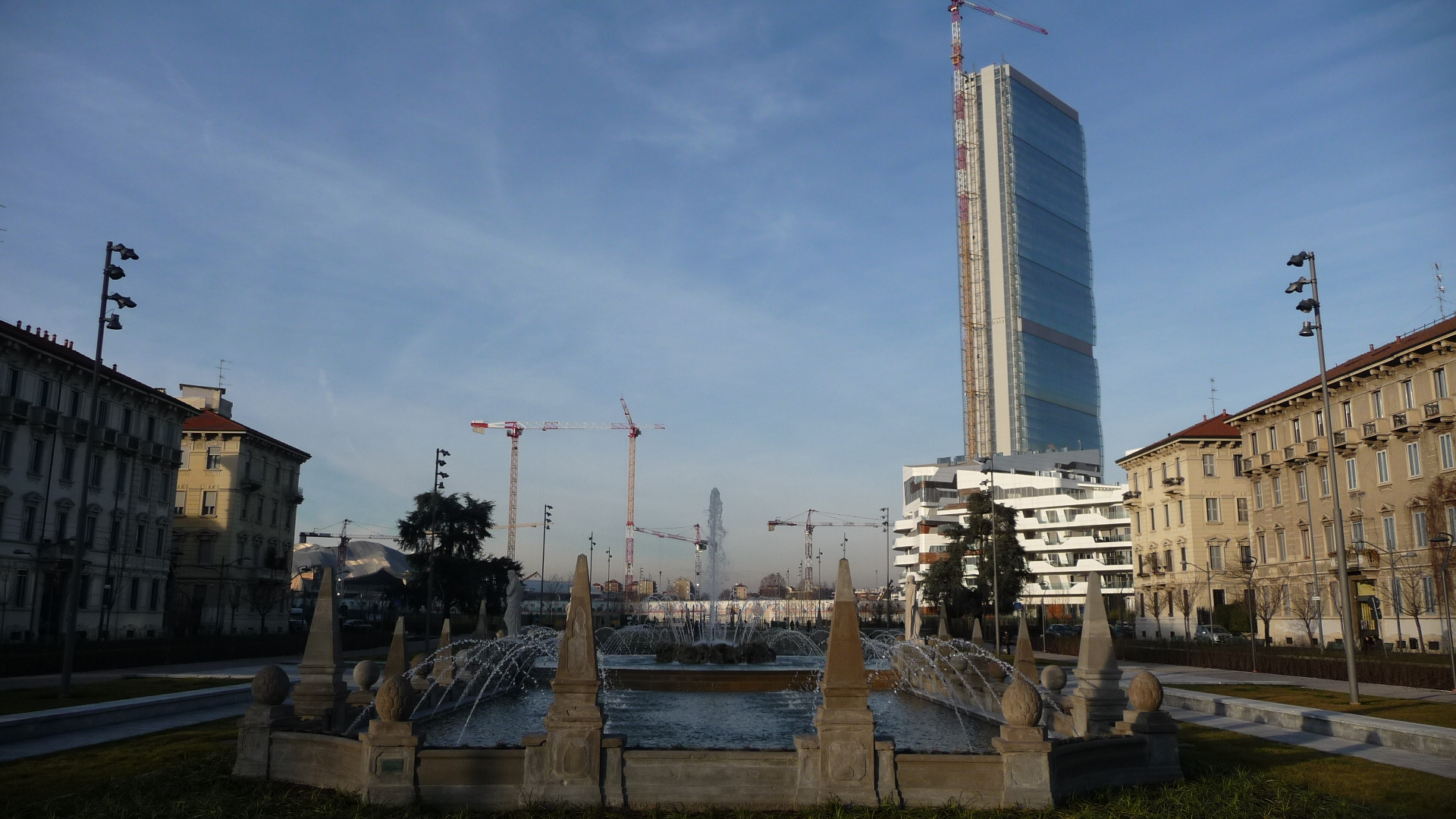
La Torre Isozaki in costruzione vista da piazzale Giulio Cesare; in basso la fontana delle quattro stagioni (1927)

Soprannominata Il Dritto, la Torre Isozaki porta la firma di Arata Isozaki, architetto giapponese già autore in Italia del progetto per il Palasport Olimpico di Torino, e di Andrea Maffei. La torre è alta 209 m per 50 piani e si affaccia sulla nuova Piazza Tre Torri assieme agli altri due grattacieli. 
Il piano tipo della torre, che dispone i nuclei di distribuzione verticale ai due lati dell'edificio, con ascensori panoramici, contiene un unico grande spazio centrale destinato a uffici. Al momento della costruzione la Torre Isozaki è il secondo grattacielo più alto d'Italia.

### Torre Hadid

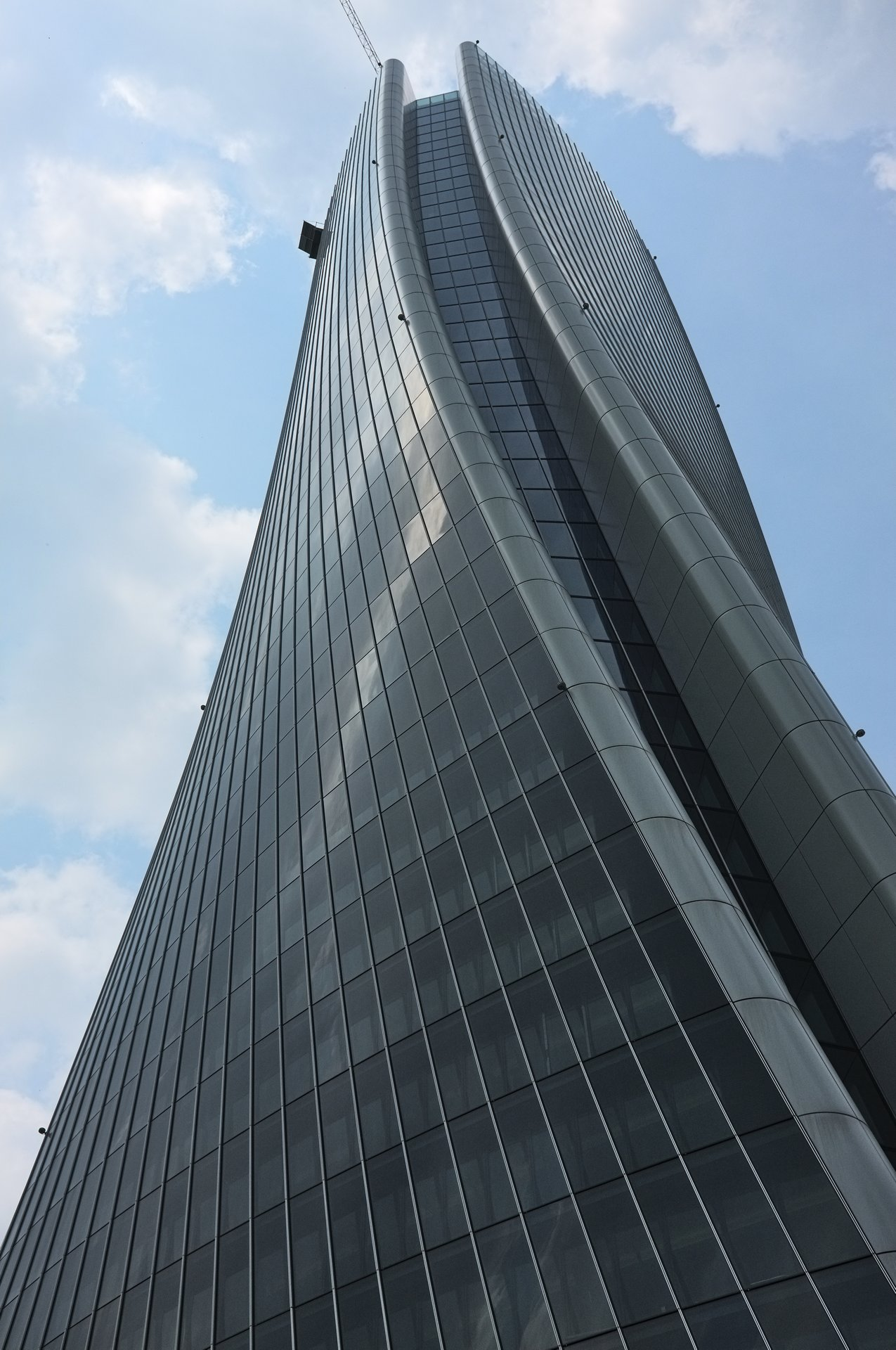
La torre Hadid vista dalla base

Soprannominata lo Storto per via del suo andamento tortile, la Torre Hadid è alta 177 m per 44 piani. La particolarità dell'edificio è il suo sviluppo verticale con un dinamico movimento di torsione. Anch'essa porta il nome della sua creatrice, l'architetta anglo-irachena Zaha Hadid.
La Torre ad uffici si fonda sui concetti di movimento e dinamismo, risultanti da una torsione dell'edificio stesso, con l'obiettivo di valorizzare la percezione e le viste che offre rispetto agli assi urbani. L'edificio presenta un piano tipo con un nucleo distributivo centrale e gli uffici sulla corona perimetrale, così da offrire una vista a tutto orizzonte sulla città.

### Torre Libeskind
Soprannominata il Curvo per via della sua forma, la Torre Libeskind è alta 175 m e dà le spalle a largo Domodossola. L'edificio è concepito come parte di una sfera ideale che avvolge la Piazza Tre Torri e può ospitare locali commerciali e residenziali.

### Parco pubblico
Elemento strutturale e di riqualificazione del nuovo quartiere sarà l'ampio Parco pubblico. Esteso su una superficie di circa 170000 m², prevede l'integrazione di percorsi ciclabili e pedonali e ampi fronti di contatto diretto con i quartieri circostanti. Il nuovo parco completa inoltre il gruppo dei parchi dell'area nord-ovest di Milano, rendendo così possibile l'attivazione di un'efficace rete ecologica.
Il concorso internazionale per la progettazione del parco è stato indetto nel 2010 ed è stato vinto dal progetto "Un parco fra le montagne e la pianura", presentato dagli studi Gustafson Porter (Regno Unito) in gruppo con Melk, One Works e Ove Arup.

### Residenze
Le Residenze Hadid prevedono sette edifici, tutti diversi uno dall'altro, con altezze da cinque a tredici piani. Localizzate sul lato sud est di CityLife, si affacciano sul parco da un lato e lungo via Senofonte-Piazza Giulio Cesare dall'altro. Le Residenze Libeskind consistono in otto edifici, con altezze che variano da cinque a quattordici piani. Gli edifici sono posizionati sul lato sud ovest dell'area e anch'essi si affacciano da un lato sul parco e dall'altro lungo via Spinola-Piazza Giulio Cesare.

### Palazzo delle Scintille

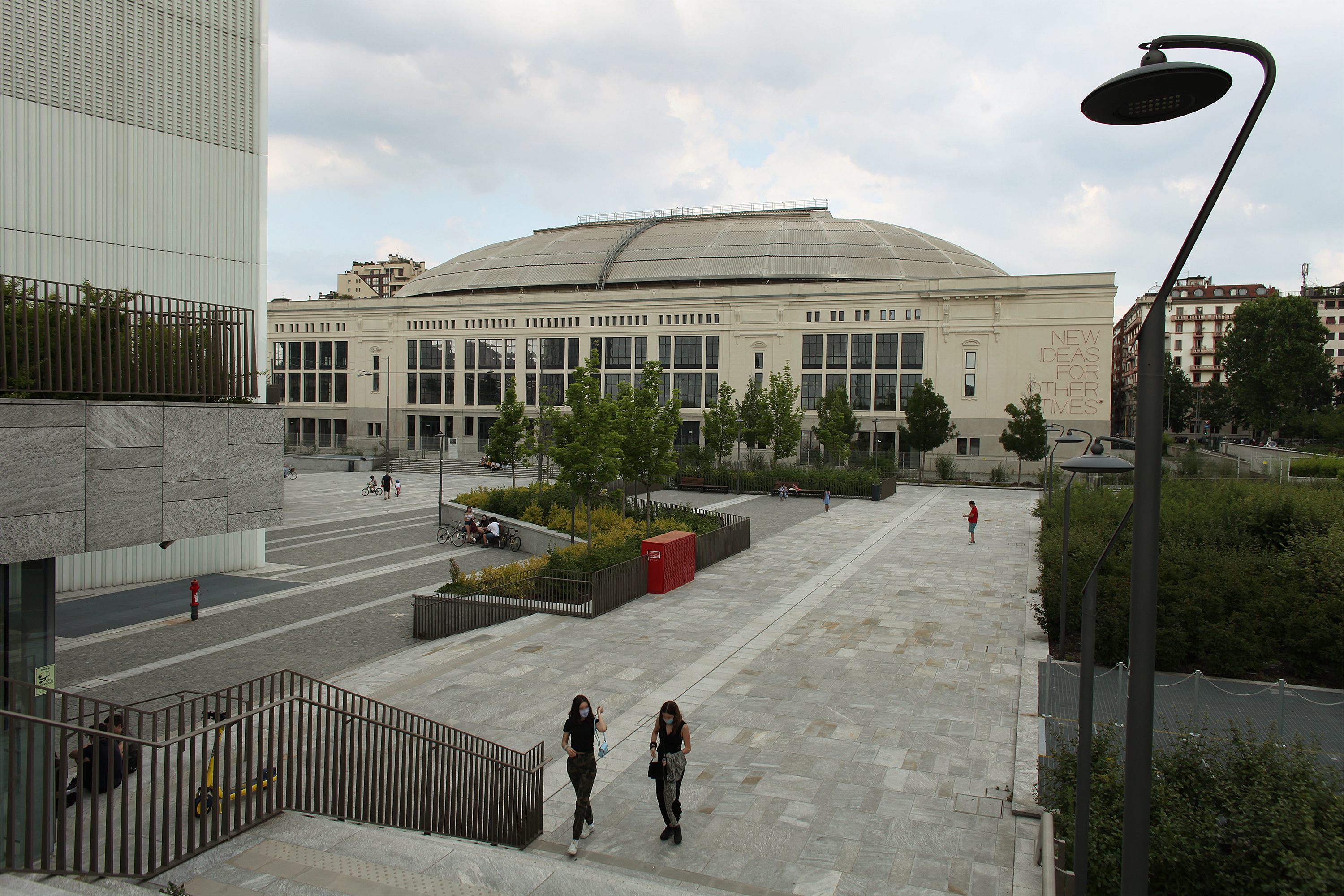
Palazzo delle Scintille

Nell'ambito della realizzazione di CityLife è stato recuperato l'ex Padiglione 3 della Fiera di Milano, precedentemente conosciuto come Palazzo dello Sport, ora Palazzo delle Scintille, uno dei primi edifici a vedere la luce nella fase nascente della Fiera di Milano. Eretto nel 1923 su disegno dell'architetto Paolo Vietti-Violi, Palazzo delle Scintille, può ospitare un'ampia varietà di manifestazioni: da quelle espositive e sportive fino allo spettacolo, in particolare ospitò la stagione lirica del 1946 del Teatro alla Scala, fortemente danneggiato dalle bombe anglo-americane durante la seconda guerra mondiale.

### Parcheggi
CityLife è progettata per essere una delle più grandi zone pedonali d'Europa, completamente libera dal traffico. Le auto possono accedere e circolare solo a livelli interrati. Sono previsti circa 7 000 parcheggi sotterranei.

## Trasporti
- Domodossola FN, Tre Torri, Portello
- Amendola